# King and Queen Court House
La census-designated place américaine de King and Queen Court House est le siège du comté de King and Queen, dans l’État de Virginie. Lors du recensement de 2010, sa population s’élevait à 85 habitants. Elle est parallèle à la State Route 14, et se situe près de la Mattaponi River. King and Queen Court House abrite un lycée central, un bureau de poste, plusieurs commerces et un ensemble de bâtiments gouvernementaux dont sont issus l'ancien et le nouveau palais de justice du comté.

## Histoire
Le palais de justice date des environs de 1750. Des troupes fédérales brûlèrent le bâtiment le 10 mars 1864 mais il fut réparé et est encore en fonctionnement. Le 20 juin 1863, des sentinelles du brigadier-général M.D. Corse reportèrent l'invasion, l'incendie et la destruction de la localité commise par 300 hommes armés.

## King and Queen Courthouse Tavern Museum
La rénovation de la Fary Tavern, élément historique du CDP, débuta en décembre 1999 et le musée ouvrit officiellement ses portes en mai 2001. Sa mission est d'être une archive du passé, un musée, un centre culturel informant sur l'histoire du comté de King and Queen. La King and Queen Historical Society s'occupe du fonctionnement du Courthouse Tavern Museum en coopération avec le dit comté.

## Source
- (en) Cet article est partiellement ou en totalité issu de l’article de Wikipédia en anglais intitulé « King and Queen Court House, Virginia » (voir la liste des auteurs).